# Проекция Ван дер Гринтена

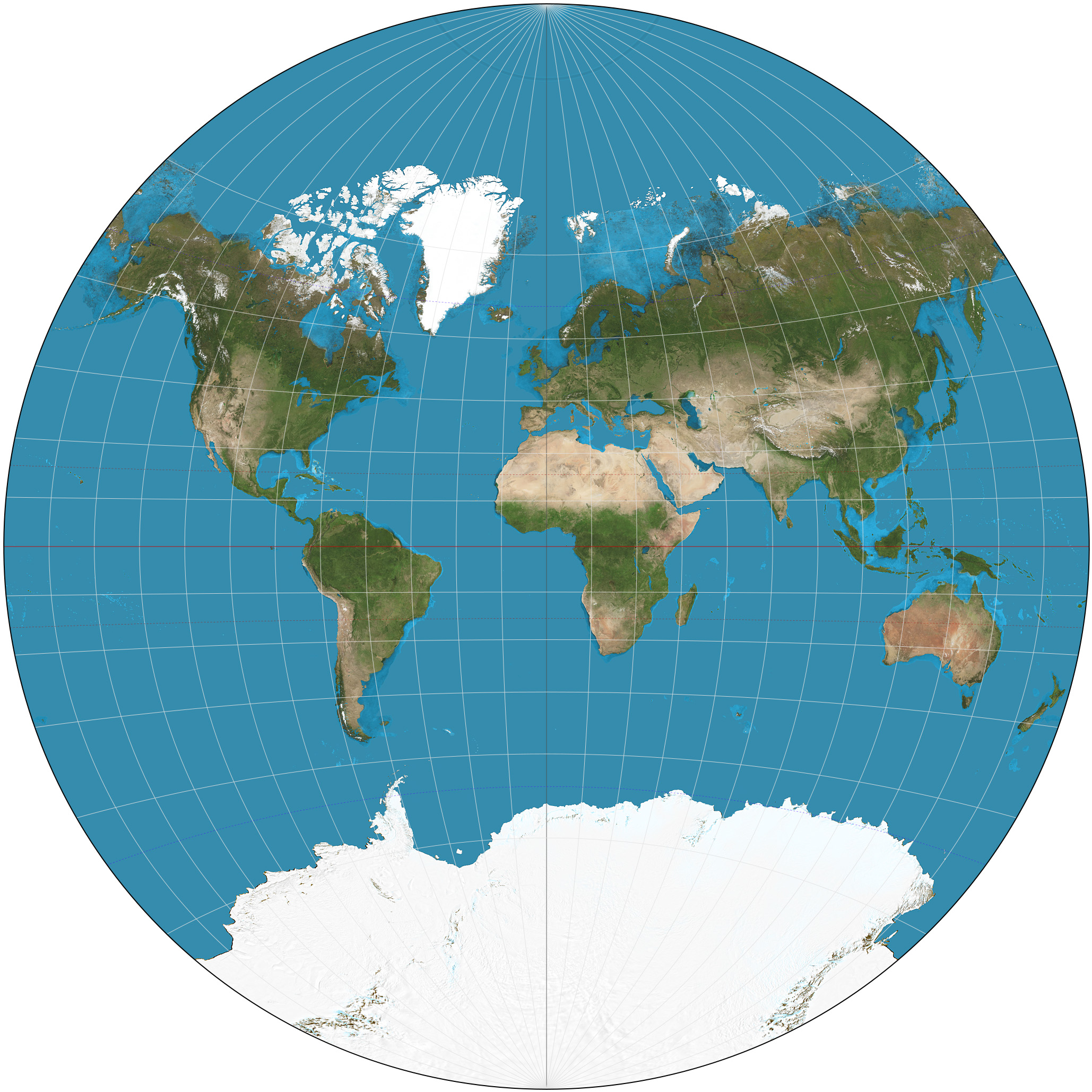
Проекция Ван дер Гринтена для земного шара

Проекция Ван дер Гринтена — компромиссная картографическая проекция, не являющаяся ни равновеликой, ни равноугольной. Она проектирует поверхность земли в круг, максимальные искажения возникают в районах полюсов. Проекция была предложена Альфонсом ван дер Гринтеном в 1904 году. Получила известность, когда Национальное географическое общество в 1922 году приняло её в качестве стандартной карты мира. В этом качестве проекция существовала до 1988 года.
Проекция выражается следующими формулами
{\displaystyle x={\frac {\pm \pi \left(A\left(G-P^{2}\right)+{\sqrt {A^{2}\left(G-P^{2}\right)^{2}-\left(P^{2}+A^{2}\right)\left(G^{2}-P^{2}\right)}}\right)}{P^{2}+A^{2}}}\,;}
{\displaystyle y={\frac {\pm \pi \left(PQ-A{\sqrt {\left(A^{2}+1\right)\left(P^{2}+A^{2}\right)-Q^{2}}}\right)}{P^{2}+A^{2}}},}
где {\displaystyle x} имеет тот же знак, что of {\displaystyle \lambda -\lambda _{0}}, а {\displaystyle y} — тот же, что {\displaystyle \phi } и
{\displaystyle A={\frac {1}{2}}\left|{\frac {\pi }{\lambda -\lambda _{0}}}-{\frac {\lambda -\lambda _{0}}{\pi }}\right|;}
{\displaystyle G={\frac {\cos \theta }{\sin \theta +\cos \theta -1}};}
{\displaystyle P=G\left({\frac {2}{\sin \theta }}-1\right);}
{\displaystyle \theta =\arcsin \left|{\frac {2\phi }{\pi }}\right|;}
{\displaystyle Q=A^{2}+G\,.}
Если {\displaystyle \phi =0}, то
{\displaystyle x=\left(\lambda -\lambda _{0}\right)\,;}
{\displaystyle y=0\,.}
Если {\displaystyle \lambda =\lambda _{0}} или {\displaystyle \phi =\pm \pi /2}, то
{\displaystyle x=0\,;}
{\displaystyle y=\pm \pi \tan {\theta /2}.}
Во всех формулах {\displaystyle \phi } — широта, {\displaystyle \lambda } — долгота, {\displaystyle \lambda _{0}} — центральный меридиан проекции.